# Fußball-Südostasienmeisterschaft 2016
Die Fußball-Südostasienmeisterschaft 2016 (offiziell AFF Championship 2016, aus Sponsorengründen auch AFF Suzuki Cup 2016 genannt) war die elfte Austragung des Turniers und fand vom 19. November bis zum 17. Dezember 2016 in Myanmar und auf den Philippinen statt. Die beiden Länder waren erstmals Gastgeber der Gruppenphase.
Elf Mannschaften aus dem südostasiatischen Raum spielten um den Titel des Südostasienmeisters. Das Turnier gewann der Titelverteidiger, die Mannschaft aus Thailand.

## Austragungsort und Modus
Im Dezember 2013 wurden Myanmar und die Philippinen als Gastgeber bekanntgegeben. Für beide Länder ist es die erste Austragung des Turniers. Im Februar 2016 zog sich der philippinische Fußballverband PFF zwischenzeitlich von der Ausrichtung zurück, da dafür keine geeignete Spielstätte zur Verfügung stehe. Malaysia und die beiden Gastgeber von 2014, Singapur und Vietnam, machten das Angebot als Ersatz einzuspringen. Mitte März 2016 entschied die AFF aber, dass die Philippinen die Austragungsrechte beibehalten, nachdem sich die PFF mit dem Philippine Sports Stadium über eine Nutzung für das Turnier geeinigt hatte.
Der Modus hatte sich gegenüber dem Turnier von 2014 nur leicht verändert. Zunächst spielten die vier schwächeren Mannschaften von 2014 in der Qualifikationsrunde jeweils einmal gegeneinander. Der Gruppensieger qualifizierte sich für die Endrunde, für die die stärkeren sieben Mannschaften bereits gesetzt waren.
Die acht Teilnehmer wurden in zwei Gruppen mit jeweils vier Mannschaften eingeteilt. Der Gruppensieger und der Zweitplatzierte erreichten das Halbfinale, die Gewinner der Halbfinalspiele trugen das Finale aus. Das Halbfinale und das Finale wurden jeweils in Heim- und Auswärtsspiel ausgetragen. Ein Spiel um den dritten Platz fand nicht statt.

## Qualifikation
Die ersten fünf Spiele fanden im Olympiastadion Phnom Penh und das restliche Spiel im RSN Stadium in Phnom Penh (Kambodscha) statt. Zeitangaben in Ortszeit (UTC+7).
| Pl. | Land       | Sp. | S | U | N | Tore    | Diff. | Punkte |
| --- | ---------- | --- | - | - | - | ------- | ----- | ------ |
| 1.  | Kambodscha | 3   | 3 | 0 | 0 | 008:300 | +5    | 09     |
| 2.  | Laos       | 3   | 2 | 0 | 1 | 007:600 | +1    | 06     |
| 3.  | Brunei     | 3   | 1 | 0 | 2 | 005:800 | −3    | 03     |
| 4.  | Osttimor   | 3   | 0 | 0 | 3 | 004:700 | −3    | 0      |

| 15. Oktober 2016 um 15:30 Uhr | Brunei     | - | Osttimor | 2:1 (2:1) |
| 15. Oktober 2016 um 18:30 Uhr | Kambodscha | - | Laos     | 2:1 (1:0) |
| 18. Oktober 2016 um 15:30 Uhr | Osttimor   | - | Laos     | 1:2 (0:1) |

| 18. Oktober 2016 um 18:30 Uhr | Brunei     | - | Kambodscha | 0:3 (0:3) |
| 21. Oktober 2016 um 18:30 Uhr | Kambodscha | - | Osttimor   | 3:2 (2:2) |
| 21. Oktober 2016 um 18:30 Uhr | Laos       | - | Brunei     | 4:3 (1:1) |

## Endrunde

### Auslosung
Die Auslosung fand am 2. August 2016 in Rangun statt. Es wurden folgende Gruppen ausgelost:
| Gruppe A    | Gruppe B   |
| ----------- | ---------- |
| Philippinen | Myanmar    |
| Thailand    | Malaysia   |
| Singapur    | Vietnam    |
| Indonesien  | Kambodscha |

### Gruppe A
Gastgeber der Gruppe waren die Philippinen. Fünf Spiele fanden im Philippine Sports Stadium in Bocaue und eines im Rizal Memorial Stadium in Manila statt.
| Pl. | Land        | Sp. | S | U | N | Tore    | Diff. | Punkte |
| --- | ----------- | --- | - | - | - | ------- | ----- | ------ |
| 1.  | Thailand    | 3   | 3 | 0 | 0 | 006:200 | +4    | 09     |
| 2.  | Indonesien  | 3   | 1 | 1 | 1 | 006:700 | −1    | 04     |
| 3.  | Philippinen | 3   | 0 | 2 | 1 | 002:300 | −1    | 02     |
| 4.  | Singapur    | 3   | 0 | 1 | 2 | 001:300 | −2    | 01     |

| 19. November 2016 |   |             |           |
| Thailand          | – | Indonesien  | 4:2 (2:0) |
| Philippinen       | – | Singapur    | 0:0 (0:0) |
| 22. November 2016 |   |             |           |
| Thailand          | – | Singapur    | 1:0 (0:0) |
| Indonesien        | – | Philippinen | 2:2 (1:1) |
| 25. November 2016 |   |             |           |
| Singapur          | – | Indonesien  | 1:2 (1:0) |
| Philippinen       | – | Thailand    | 0:1 (0:0) |

### Gruppe B
Gastgeber der Gruppe war Myanmar. Fünf Spiele fanden im Thuwanna-Stadion in Rangun und eines im Bogyoke-Aung-San-Stadion, ebenfalls in Rangun, statt.
| Pl. | Land       | Sp. | S | U | N | Tore    | Diff. | Punkte |
| --- | ---------- | --- | - | - | - | ------- | ----- | ------ |
| 1.  | Vietnam    | 3   | 3 | 0 | 0 | 005:200 | +3    | 09     |
| 2.  | Myanmar    | 3   | 2 | 0 | 1 | 005:300 | +2    | 06     |
| 3.  | Malaysia   | 3   | 1 | 0 | 2 | 003:400 | −1    | 03     |
| 4.  | Kambodscha | 3   | 0 | 0 | 3 | 004:800 | −4    | 0      |

| 20. November 2016 |   |            |           |
| Malaysia          | – | Kambodscha | 3:2 (1:1) |
| Myanmar           | – | Vietnam    | 1:2 (0:1) |
| 23. November 2016 |   |            |           |
| Malaysia          | – | Vietnam    | 0:1 (0:0) |
| Kambodscha        | – | Myanmar    | 1:3 (1:2) |
| 26. November 2016 |   |            |           |
| Vietnam           | – | Kambodscha | 2:1 (1:0) |
| Myanmar           | – | Malaysia   | 1:0 (0:0) |

### Halbfinale
Die Hinspiele fanden am 3. und 4. Dezember, die Rückspiele am 7. und 8. Dezember 2016 statt.
|            | Gesamt |          | Hinspiel  | Rückspiel            |
| ---------- | ------ | -------- | --------- | -------------------- |
| Indonesien | 4:3    | Vietnam  | 2:1 (1:1) | 2:2 n. V. (1:2, 0:0) |
| Myanmar    | 0:6    | Thailand | 0:2 (0:1) | 0:4 (0:1)            |

### Finale
Das Hinspiel fand am 14. und das Rückspiel am 17. Dezember 2016 statt.
|            | Gesamt |          | Hinspiel  | Rückspiel |
| ---------- | ------ | -------- | --------- | --------- |
| Indonesien | 2:3    | Thailand | 2:1 (0:1) | 0:2 (0:1) |

## Gesamttabelle
Die Gesamttabelle diente als Qualifikationsgrundlage für die Südostasienmeisterschaft 2018.
| Pl. | Land        | Sp. | S | U | N | Tore    | Diff. | Punkte |
| --- | ----------- | --- | - | - | - | ------- | ----- | ------ |
| 1.  | Thailand    | 7   | 6 | 0 | 1 | 015:400 | +11   | 18     |
| 2.  | Indonesien  | 7   | 3 | 2 | 2 | 012:130 | −1    | 11     |
| 3.  | Vietnam     | 5   | 3 | 1 | 1 | 008:600 | +2    | 10     |
| 4.  | Myanmar     | 5   | 2 | 0 | 3 | 005:900 | −4    | 06     |
| 5.  | Malaysia    | 3   | 1 | 0 | 2 | 003:400 | −1    | 03     |
| 6.  | Philippinen | 3   | 0 | 2 | 1 | 002:300 | −1    | 02     |
| 7.  | Singapur    | 3   | 0 | 1 | 2 | 001:300 | −2    | 01     |
| 8.  | Kambodscha  | 3   | 0 | 0 | 3 | 004:800 | −4    | 0      |

## Schiedsrichter
- Jarred Gillett
- Fu Ming
- Yu Ming-hsun
- Rowan Arumughan
- Hiroyuki Kimura
- Jumpei Iida
- Adham Makhadmeh
- Yaqoob Abdul Baki
- Kim Dong-jin
- Masoud Tufaylieh
- Çarymurat Kurbanow
- Mohammed Abdullah Hassan Mohammed
- Valentin Kovalenko
- Ilgiz Tantashev